# Cadaverota cadaverina
Cadaverota cadaverina är en skalbaggsart som först beskrevs av Brisout de Barneville 1860.  Cadaverota cadaverina ingår i släktet Cadaverota, och familjen kortvingar. Arten är reproducerande i Sverige.